# Сент-Амбруаз
Сент-Амбруаз (англ. Saint-Ambroise) — муниципалитет в провинции Квебек в Канаде, в регионе Сагеней — Озеро Сен-Жана.

## Географическое положение
Муниципалитет находится на национальной дороге Квебека 172. Сент-Амбруаз расположен в 26 км к северу от Шикутими в региональном муниципалитете Ле-Фьор-дю-Сагеней. Его территорию пересекает реки Олэн, Урс и Лабонт.

## История
Первые поселенцы появились на территории для лесозаготовок около 1845 года. Колония появилась в 1869 году. Муниципалитет Сент-Амбруаз был создан в 1902 году. В 1931 году название почтового офиса было изменено на Сент-Амбруаз-де-Шикутими. Вскоре название сократили до Сент-Амбруаз, оно начало обслуживать также приход, основанный в 1883 году. Церковь была построена в 1885 году. В 1971 году произошло слияние нескольких деревень, а в 1982 году поселение получило официальный статус. Основной отраслью Сент-Амбруаза является выращивание картофеля, в сентябре проходит фестиваль картофеля.

## Население
Согласно переписи населения 2011 года, в Сент-Амбруазе проживали 3546 человек (50,7 % мужчин, 49,3 % женщин). Средний возраст — 42,6 лет. 17,5 % населения города составляли дети младше 14 лет, 6,2 % — население от 14 до 19 лет, 23,5 % — от 20 до 39 лет, 33,2 % — от 40 до 59 лет, 19,6 % — люди старше 60 лет. Из 2935 человек старше 15 лет, 41,1 % состояли в официальном браке, 25,2 % — в гражданском браке, 22,3 % никогда не были женаты.
В Сент-Амбруазе 1460 домашних хозяйств, 1095 семей, среднее количество человек в домашнем хозяйстве — 2,4. У 99,4 % населения единственным родным языком является французский, только 0,3 % населения признали английский язык единственным родным.
Динамика населения:
| 1996 | 2001 | 2006 | 2011 | 2014 |
| ---- | ---- | ---- | ---- | ---- |
| 3605 | 3463 | 3484 | 3546 | 3715 |